# 山田喜代春
山田 喜代春（やまだ きよはる、1948年 - ）は、詩人、版画家。京都府生まれ。元KBS京都放送番組審議委員。立命館大学文学部日本文学科中退。1971年からヨーロッパを放浪し、1980年より詩作入りの版画を製作しはじめる。国際的な評価も高く、フィンランドやメキシコでも作品を出展している。

## 主な出版物
- 「ぼくはコペルニクスだ」（亀山社中）
- 「けんけん」（アスカ）
- 「すきすきずきずき」（東方出版）
- 「ぼくは大学一年生」（東方出版）
- 「絵日記　万歩のおつかい」（わい・アート）